# Aquero
Aquero è un film del 1994 diretto da Elisabetta Valgiusti.

## Trama
Un gruppo di credenti, guidato da Don Paolo, partecipa ad un pellegrinaggio notturno al Santuario del Sacro Monte di Varallo. Bruna, pilota d'aereo, non può più esercitare perché ammalata di labirintite ed è anche angosciata perché è stata lasciata da Fabio, un criminologo che partecipa al pellegrinaggio seguendo un suo paziente, uno scienziato. Questi, dopo la perdita della moglie, dà segni di squilibrio: presume di captare l'energia vitale dei partecipanti al pellegrinaggio per ridarle la vita ed è convinto che un cristallo da lui sintetizzato, che ha denominato Aquero, sia una sorta di talismano energetico universale dai misteriosi poteri. L'anziana Isadora, ex ballerina, sente istintivamente che lo scienziato sta tramando qualcosa di losco, e mette in allarme i partecipanti che, in un'improvvisa crisi di violenza, tentano di linciare l'uomo. Don Paolo deve intervenire a calmare gli animi. Dopo aver rubato il furgone che precede il gruppo dei pellegrini, lo scienziato provoca un incidente: prima di spirare avverte che Aquero esploderà al Sacro Monte. Il pellegrinaggio si divide ed un piccolo gruppo è affidato alle cure del giovane padre Gabriele. Mentre Isadora si sente male e viene trasportata in barella, vaneggiante, Bruna e Fabio rievocano i drammatici momenti in cui si conobbero, proprio al Sacro Monte; poi Fabio svela a Bruna di avere in comune con lei lo stesso padre: dopo un abbraccio passionale i due sembrano rassegnarsi al destino. Giunto il gruppo al Santuario, Isadora muore, mentre all'interno della Chiesa nelle mani della Madonna prende forma il cristallo Aquero, alla cui luce accorre un gruppo di fedeli.